# ATP Finals
O ATP Finals é um importante torneio de tênis disputado anualmente no final da temporada envolvendo os oito melhores tenistas e duplas da temporada, que em linhas gerais são os oito primeiros colocados do ranking mundial da ATP. 
Ao contrário dos outros eventos da temporada, o ATP Finals não é um torneio a eliminação direta. Os oito tenistas/duplas são divididos em dois grupos de quatro, e cada tenista/dupla joga contra os outros três do seu grupo. Então, os dois jogadores/duplas com os melhores resultados de cada grupo passam para as semifinais, e os vencedores das semifinais encontram-se na final para determinar o campeão.
O ATP Finals é considerado o quinto evento de maior prestígio, depois dos quatro torneios de Grand Slam.
No ano de 2009 o nome do torneio mudou de Tennis Masters Cup para ATP World Tour Finals, e em 2018 mudou novamente para ATP Finals.
O tenista Novak Djokovic é o maior campeão em simples do torneio, com 7 conquistas. E os tenistas Peter Fleming e John McEnroe são os recordistas em duplas, com 7 conquistas cada.

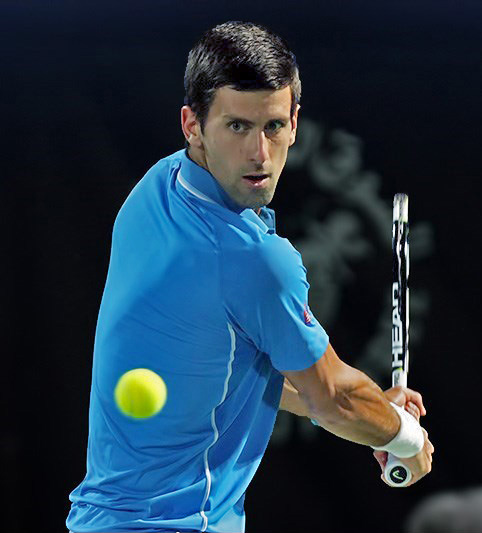
Novak Djokovic é o recordista do ATP Finals com 7 títulos

## Evolução
| Período     | Nome                         | Cidade    | Local                        | Piso                                      | Capacidade |
| ----------- | ---------------------------- | --------- | ---------------------------- | ----------------------------------------- | ---------- |
| 2025–2021   | ATP Finals                   | Turim     | Pala Alpitour                | duro (coberto)                            | 12.000     |
| 2020–2017   | ATP Finals                   | Londres   | O2 Arena                     | duro (coberto)                            | 20.000     |
| 2016–2009   | ATP World Tour Finals        | Londres   | O2 Arena                     | duro (coberto)                            | 20.000     |
| 2005–2008   | Tennis Masters Cup           | Xangai    | Qizhong City Arena           | duro (coberto (2008–2006) carpete (2005)  | 15.000     |
| 2004–2003   | Tennis Masters Cup           | Houston   | Westside Tennis Club         | duro                                      | 5.240      |
| 2002†       | Tennis Masters Cup           | Xangai    | SNIEC                        | duro (coberto)                            |            |
| 2001†       | Tennis Masters Cup           | Sydney    | Acer Arena                   | duro (coberto)                            | 17.500     |
| 2000†       | Tennis Masters Cup           | Lisboa    | Pavilhão Atlântico           | duro (coberto)                            | 12.000     |
| 1999–1996†  | ATP Tour World Championships | Hanover   | Hanover Fairground           | duro (coberto) (1999–1997) carpete (1996) | 15.000     |
| 1995–1990†  | ATP Tour World Championships | Frankfurt | Festhalle Frankfurt          | carpete                                   | 12.000     |
| 1989–1977†† | Masters Grand Prix           | Nova York | Madison Square Garden        | carpete                                   | 18.000     |
| 1976        | Masters Grand Prix           | Houston   | The Summit                   | carpete                                   | 16.300     |
| 1975        | Masters Grand Prix           | Estocolmo | Kungliga tennishallen        | carpete                                   | 6.000      |
| 1974†       | Masters Grand Prix           | Melbourne | Kooyong Stadium              | grama                                     | 8.500      |
| 1973†       | Masters Grand Prix           | Boston    | Boston Garden                | carpete                                   | 14.900     |
| 1972†       | Masters Grand Prix           | Barcelona | Palau Blaugrana              | carpete                                   | 5.700      |
| 1971†       | Masters Grand Prix           | Paris     | Stade Pierre de Coubertin    | carpete                                   | 5.000      |
| 1970        | Masters Grand Prix           | Tóquio    | Tokyo Metropolitan Gumnasium | carpete                                   | 6.500      |

| Legenda                             |
| † Apenas simples                    |
| †† Apenas simples entre 1989 e 1986 |

### Exclusivo de duplas
Durante um período, o evento de duplas não aconteceu ou foi disputado em outro lugar diferente do de simples e, às vezes, com ganhou outro nome. Entre os anos 1970 e 1980, Nova York abrigou duplas apenas entre 1977 e 1985 (simples continuou até 1989). A partir daí, a categoria contemplou outras cidades até 2001. Em 2003, o torneio de fim de temporada voltou a abrigar conjuntamente simples e duplas.
| Período                                        | Nome                            | Cidade                            |
| ---------------------------------------------- | ------------------------------- | --------------------------------- |
| Não realizado em 2002                          |                                 |                                   |
| 2001                                           | ATP World Doubles Challenge Cup | Bangalore                         |
| 2000                                           | ATP Tour World Championships    | Bangalore                         |
| 1999–1996                                      | ATP Tour World Championships    | Hartford                          |
| 1995                                           | ATP Tour World Championships    | Eindhoven                         |
| 1994                                           | ATP Tour World Championships    | Jacarta                           |
| 1993–1991                                      | ATP Tour World Championships    | Joanesburgo                       |
| 1990                                           | ATP Tour World Championships    | Gold Coast                        |
| 1989–1986                                      | Masters Grand Prix              | Londres                           |
| 1985–1977                                      | Masters Grand Prix              | Nova York (simples foi 1989-1977) |
| Não realizado neste circuito entre 1974 e 1971 |                                 |                                   |

## Finais

### Simples
| Ano  | Campeão            | Vice-campeão          | Resultado                    |
| ---- | ------------------ | --------------------- | ---------------------------- |
| 2024 | Jannik Sinner      | Taylor Fritz          | 6–4, 6–4                     |
| 2023 | Novak Djokovic     | Jannik Sinner         | 6–3, 6–3                     |
| 2022 | Novak Djokovic     | Casper Ruud           | 7–5, 6–3                     |
| 2021 | Alexander Zverev   | Daniil Medvedev       | 6–4, 6–4                     |
| 2020 | Daniil Medvedev    | Dominic Thiem         | 4–6, 7–62, 6–4               |
| 2019 | Stefanos Tsitsipas | Dominic Thiem         | 66–7, 6–2, 7–64              |
| 2018 | Alexander Zverev   | Novak Djokovic        | 6–4, 6–3                     |
| 2017 | Grigor Dimitrov    | David Goffin          | 7–5, 4–6, 6–3                |
| 2016 | Andy Murray        | Novak Djokovic        | 6–3, 6–4                     |
| 2015 | Novak Djokovic     | Roger Federer         | 6–3, 6–4                     |
| 2014 | Novak Djokovic     | Roger Federer         | w.o.                         |
| 2013 | Novak Djokovic     | Rafael Nadal          | 6–3, 6–4                     |
| 2012 | Novak Djokovic     | Roger Federer         | 7–6, 7–5                     |
| 2011 | Roger Federer      | Jo-Wilfried Tsonga    | 6–3, 6–76, 6–3               |
| 2010 | Roger Federer      | Rafael Nadal          | 6–3, 3–6, 6–1                |
| 2009 | Nikolay Davydenko  | Juan Martín del Potro | 6–3, 6–4                     |
| 2008 | Novak Djokovic     | Nikolay Davydenko     | 6–1, 7–5                     |
| 2007 | Roger Federer      | David Ferrer          | 6–2, 6–3, 6–2                |
| 2006 | Roger Federer      | James Blake           | 6–0, 6–3, 6–4                |
| 2005 | David Nalbandian   | Roger Federer         | 46–7, 116–7, 6–2, 6–1, 7–63  |
| 2004 | Roger Federer      | Lleyton Hewitt        | 6–3, 6–2                     |
| 2003 | Roger Federer      | Andre Agassi          | 6–3, 6–0, 6–4                |
| 2002 | Lleyton Hewitt     | Juan Carlos Ferrero   | 7–5, 7–5, 2–6, 2–6, 6–4      |
| 2001 | Lleyton Hewitt     | Sébastien Grosjean    | 6–3, 6–3, 6–4                |
| 2000 | Gustavo Kuerten    | Andre Agassi          | 6–4, 6–4, 6–4                |
| 1999 | Pete Sampras       | Andre Agassi          | 6–1, 7–5, 6–4                |
| 1998 | Àlex Corretja      | Carlos Moyá           | 3–6, 3–6, 7–5, 6–3, 7–5      |
| 1997 | Pete Sampras       | Yevgeny Kafelnikov    | 6–3, 6–2, 6–2                |
| 1996 | Pete Sampras       | Boris Becker          | 3–6, 7–65, 7–64, 11 6–7, 6–4 |
| 1995 | Boris Becker       | Michael Chang         | 7–63, 6–0, 7–65              |
| 1994 | Pete Sampras       | Boris Becker          | 4–6, 6–3, 7–5, 6–4           |
| 1993 | Michael Stich      | Pete Sampras          | 7–63, 2–6, 7–67, 6–2         |
| 1992 | Boris Becker       | Jim Courier           | 6–4, 6–3, 7–5                |
| 1991 | Pete Sampras       | Jim Courier           | 3–6, 7–65, 6–3, 6–4          |
| 1990 | Andre Agassi       | Stefan Edberg         | 5–7, 7–65, 7–5, 6–2          |
| 1989 | Stefan Edberg      | Boris Becker          | 4–6, 7–66, 6–3, 6–1          |
| 1988 | Boris Becker       | Ivan Lendl            | 5–7, 7–65, 3–6, 6–2, 7–65    |
| 1987 | Ivan Lendl         | Mats Wilander         | 6–2, 6–2, 6–3                |
| 1986 | Ivan Lendl         | Boris Becker          | 6–4, 6–4, 6–4                |
| 1985 | Ivan Lendl         | Boris Becker          | 6–2, 7–64, 6–3               |
| 1984 | John McEnroe       | Ivan Lendl            | 7–5, 6–0, 6–4                |
| 1983 | John McEnroe       | Ivan Lendl            | 6–3, 6–4, 6–4                |
| 1982 | Ivan Lendl         | John McEnroe          | 6–4, 6–4, 6–2                |
| 1981 | Ivan Lendl         | Vitas Gerulaitis      | 56–7, 2–6, 7–66, 6–2, 6–4    |
| 1980 | Björn Borg         | Ivan Lendl            | 6–4, 6–2, 6–2                |
| 1979 | Björn Borg         | Vitas Gerulaitis      | 6–2, 6–2                     |
| 1978 | John McEnroe       | Arthur Ashe           | 56–7, 6–3, 7–5               |
| 1977 | Jimmy Connors      | Björn Borg            | 6–4, 1–6, 6–4                |
| 1976 | Manuel Orantes     | Wojtek Fibak          | 5–7, 6–2, 0–6, 7–61, 6–1     |
| 1975 | Ilie Năstase       | Björn Borg            | 6–2, 6–2, 6–1                |
| 1974 | Guillermo Vilas    | Ilie Năstase          | 7–66, 6–2, 3–6, 3–6, 6–4     |
| 1973 | Ilie Năstase       | Tom Okker             | 6–3, 7–5, 4–6, 6–3           |
| 1972 | Ilie Năstase       | Stan Smith            | 6–3, 6–2, 3–6, 2–6, 6–3      |
| 1971 | Ilie Năstase       | Stan Smith            | Round robin                  |
| 1970 | Stan Smith         | Rod Laver             | Round robin                  |

### Duplas
| Ano                                               | Campeões                            | Vice-campeões                        | Resultado                 |
| ------------------------------------------------- | ----------------------------------- | ------------------------------------ | ------------------------- |
| 2024                                              | Kevin Krawietz Tim Pütz             | Marcelo Arévalo Mate Pavić           | 7–65, 7–66                |
| 2023                                              | Rajeev Ram Joe Salisbury            | Marcel Granollers Horacio Zeballos   | 6–3, 6–4                  |
| 2022                                              | Rajeev Ram Joe Salisbury            | Nikola Mektić Mate Pavić             | 7–64, 6–4                 |
| 2021                                              | Pierre-Hugues Herbert Nicolas Mahut | Rajeev Ram Joe Salisbury             | 6–4, 7–60                 |
| 2020                                              | Wesley Koolhof Nikola Mektić        | Jürgen Melzer Édouard Roger-Vasselin | 6–2, 3–6, [10–5]          |
| 2019                                              | Pierre-Hugues Herbert Nicolas Mahut | Raven Klaasen Michael Venus          | 6–3, 6–4                  |
| 2018                                              | Mike Bryan Jack Sock                | Pierre-Hugues Herbert Nicolas Mahut  | 5–7, 6–1, [13–11]         |
| 2017                                              | Henri Kontinen John Peers           | Łukasz Kubot Marcelo Melo            | 6–4, 6–2                  |
| 2016                                              | Henri Kontinen John Peers           | Raven Klaasen Rajeev Ram             | 2–6, 6–1, [10–8]          |
| 2015                                              | Jean-Julien Rojer Horia Tecău       | Rohan Bopanna Florin Mergea          | 6–4, 6–3                  |
| 2014                                              | Bob Bryan Mike Bryan                | Ivan Dodig Marcelo Melo              | 56–7, 6–2, [10–7]         |
| 2013                                              | David Marrero Fernando Verdasco     | Bob Bryan Mike Bryan                 | 7–5, 36–7, [10–7]         |
| 2012                                              | Marcel Granollers Marc López        | Mahesh Bhupathi Rohan Bopanna        | 7–5, 3–6, [10–3]          |
| 2011                                              | Max Mirnyi Daniel Nestor            | Mariusz Fyrstenberg Marcin Matkowski | 7–5, 6–3                  |
| 2010                                              | Daniel Nestor Nenad Zimonjić        | Mahesh Bhupathi Max Mirnyi           | 7–66, 6–4                 |
| 2009                                              | Bob Bryan Mike Bryan                | Max Mirnyi Andy Ram                  | 7–65, 6–3                 |
| 2008                                              | Daniel Nestor Nenad Zimonjic        | Bob Bryan Mike Bryan                 | 7–63, 6–2                 |
| 2007                                              | Mark Knowles Daniel Nestor          | Simon Aspelin Julian Knowle          | 6–2, 6–3                  |
| 2006                                              | Jonas Bjorkman Max Mirnyi           | Mark Knowles Daniel Nestor           | 6–2, 6–4                  |
| 2005                                              | Michael Llodra Fabrice Santoro      | Leander Paes Nenad Zimonjic          | 66–7, 6–3, 7–64           |
| 2004                                              | Bob Bryan Mike Bryan                | Wayne Black Kevin Ullyett            | 4–6, 7–5, 6–4, 6–2        |
| 2003                                              | Bob Bryan Mike Bryan                | Michael Llodra Fabrice Santoro       | 66–7, 6–3, 3–6, 7–63, 6–4 |
| Torneio não realizado em 2002                     |                                     |                                      |                           |
| 2001                                              | Ellis Ferreira Rick Leach           | Petr Pala Pavel Vizner               | 66–7, 7–6², 6–4, 6–4      |
| 2000                                              | Donald Johnson Piet Norval          | Mahesh Bhupathi Leander Paes         | 7–68, 6–3, 6–4            |
| 1999                                              | Sebastien Lareau Alex O'Brien       | Mahesh Bhupathi Leander Paes         | 6–3, 6–2, 6–2             |
| 1998                                              | Jacco Eltingh Paul Haarhuis         | Mark Knowles Daniel Nestor           | 6–4, 6–2, 7–5             |
| 1997                                              | Rick Leach Jonathan Stark           | Mahesh Bhupathi Leander Paes         | 6–3, 6–4, 7–63            |
| 1996                                              | Todd Woodbridge Mark Woodforde      | Sebastien Lareau Alex O'Brien        | 6–4, 5–7, 6–2, 7–63       |
| 1995                                              | Grant Connell Patrick Galbraith     | Jacco Eltingh Paul Haarhuis          | 7–66, 7–66, 3–6, 7–6²     |
| 1994                                              | Jan Apell Jonas Bjorkman            | Todd Woodbridge Mark Woodforde       | 6–4, 4–6, 4–6, 7–65, 7–66 |
| 1993                                              | Jacco Eltingh Paul Haarhuis         | Todd Woodbridge Mark Woodforde       | 7–64, 7–65, 6–4           |
| 1992                                              | Todd Woodbridge Mark Woodforde      | John Fitzgerald Anders Järryd        | 6–2, 7–64, 5–7, 3–6, 6–3  |
| 1991                                              | John Fitzgerald Anders Järryd       | Ken Flach Robert Seguso              | 6–4, 6–4, 2–6, 6–4        |
| 1990                                              | Guy Forget Jakob Hlasek             | Sergio Casal Emilio Sánchez          | 6–4, 7–65, 5–7, 6–4       |
| 1989                                              | Jim Grabb Patrick McEnroe           | John Fitzgerald Anders Järryd        | 7–5, 7–64, 5–7, 6–3       |
| 1988                                              | Rick Leach Jim Pugh                 | Sergio Casal Emilio Sánchez          | 6–4, 6–3, 2–6, 6–0        |
| 1987                                              | Miloslav Mecir Tomas Smid           | Ken Flach Robert Seguso              | 6–4, 7–5, 56–7, 6–3       |
| 1986                                              | Stefan Edberg Anders Järryd         | Guy Forget Yannick Noah              | 6–3, 7–6, 6–3             |
| 1985                                              | Stefan Edberg Anders Järryd         | Joakim Nystrom Mats Wilander         | 6–1, 7–6                  |
| 1984                                              | Peter Fleming John McEnroe          | Mark Edmondson Sherwood Stewart      | 6–3, 6–1                  |
| 1983                                              | Peter Fleming John McEnroe          | Pavel Slozil Tomas Smid              | 6–2, 6–2                  |
| 1982                                              | Peter Fleming John McEnroe          | Sherwood Stewart Ferdi Taygan        | 6–2, 6–2                  |
| 1981                                              | Peter Fleming John McEnroe          | Kevin Curren Steve Denton            | 6–3, 6–3                  |
| 1980                                              | Peter Fleming John McEnroe          | Peter McNamara Paul McNamee          | 6–4, 6–3                  |
| 1979                                              | Peter Fleming John McEnroe          | Wojtek Fibak Tom Okker               | 6–3, 7–6, 6–1             |
| 1978                                              | Peter Fleming John McEnroe          | Wojtek Fibak Tom Okker               | 6–4, 6–2, 6–4             |
| 1977                                              | Bob Hewitt Frew McMillan            | Robert Lutz Stan Smith               | 7–5, 7–6, 6–3             |
| 1976                                              | Fred McNair Sherwood Stewart        | Brian Gottfried Raul Ramírez         | 6–4, 5–7, 5–7, 6–4, 6–4   |
| 1975                                              | Juan Gisbert Manuel Orantes         | Round robin                          | Round robin               |
| Torneio de duplas não realizado entre 1974 e 1971 |                                     |                                      |                           |
| 1970                                              | Stan Smith Arthur Ashe              | Round robin                          | Round robin               |

## Estatísticas

### Simples

#### Títulos
|  | Tenistas ativos |

| Tenista            | País            | Títulos | Temporadas                               |
| ------------------ | --------------- | ------- | ---------------------------------------- |
| Novak Djokovic     | Sérvia          | 7       | 2008, 2012, 2013, 2014, 2015, 2022, 2023 |
| Roger Federer      | Suíça           | 6       | 2003, 2004, 2006, 2007, 2010, 2011       |
| Ivan Lendl         | Tchecoslováquia | 5       | 1981, 1982, 1985, 1986, 1987             |
| Pete Sampras       | Estados Unidos  | 5       | 1991, 1994, 1996, 1997, 1999             |
| Ilie Năstase       | Roménia         | 4       | 1971, 1972, 1973, 1975                   |
| John McEnroe       | Estados Unidos  | 3       | 1978, 1983, 1984                         |
| Boris Becker       | Alemanha        | 3       | 1988, 1992, 1995                         |
| Björn Borg         | Suécia          | 2       | 1979, 1980                               |
| Lleyton Hewitt     | Austrália       | 2       | 2001, 2002                               |
| Alexander Zverev   | Alemanha        | 2       | 2018, 2021                               |
| Stan Smith         | Estados Unidos  | 1       | 1970                                     |
| Guillermo Vilas    | Argentina       | 1       | 1974                                     |
| Manuel Orantes     | Espanha         | 1       | 1976                                     |
| Jimmy Connors      | Estados Unidos  | 1       | 1977                                     |
| Stefan Edberg      | Suécia          | 1       | 1989                                     |
| Andre Agassi       | Estados Unidos  | 1       | 1990                                     |
| Michael Stich      | Alemanha        | 1       | 1993                                     |
| Àlex Corretja      | Espanha         | 1       | 1998                                     |
| Gustavo Kuerten    | Brasil          | 1       | 2000                                     |
| David Nalbandian   | Argentina       | 1       | 2005                                     |
| Nikolay Davydenko  | Rússia          | 1       | 2009                                     |
| Andy Murray        | Reino Unido     | 1       | 2016                                     |
| Grigor Dimitrov    | Bulgária        | 1       | 2017                                     |
| Stefanos Tsitsipas | Grécia          | 1       | 2019                                     |
| Daniil Medvedev    | Rússia          | 1       | 2020                                     |
| Jannik Sinner      | Itália          | 1       | 2024                                     |